# Проданчук Микола Георгійович
Проданчук Микола Георгійович — вчений у галузі токсикологія, гігієна, доктор медичних наук (1993), професор, заслужений лікар України, член-кореспондент Національної академії медичних наук України, директор Інституту екогігієни і токсикології ім. Л. І. Медведя Міністерства охорони здоров'я України (з 1994 р.), обіймав посаду першого заступника Міністра охорони здоров'я України - головного державного санітарного лікаря України, ІІІ ранг державного службовця.
У 2008 році був фігурантом розслідування ГПУ щодо закупівлі неякісних вакцин, що спричинили смерть дитини

## Громадська діяльність
Є одним із засновників Громадської організації Земляцтво буковинців у м. Києві. Як найактивніший член Буковинського земляцтва неодноразово обирається членом ради та заступником (першим заступником) голови земляцтва.
Входить до Поважної ради Громадської ініціативи «Орден святого Пантелеймона».

## Відзнаки
Заслужений лікар України.